# Borneola
Borneola is een geslacht van kevers uit de familie bladkevers (Chrysomelidae).
De wetenschappelijke naam van het geslacht werd in 1998 gepubliceerd door Mohamedsaid.

## Soorten
- Borneola hijau Mohamedsaid, 1998
- Borneola variabilis Mohamedsaid, 1998